# 10 francia frank (bankjegy, Richelieu-típus)

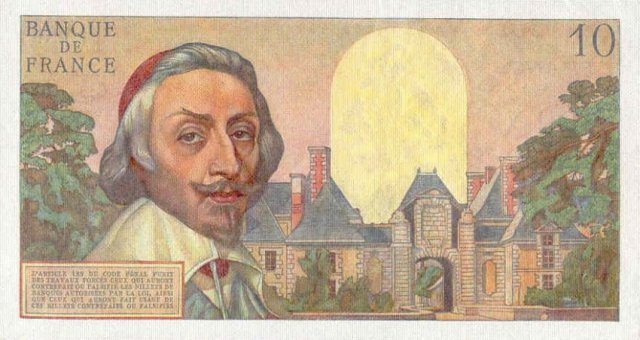
10 új frank, Richelieu-típus, hátoldal

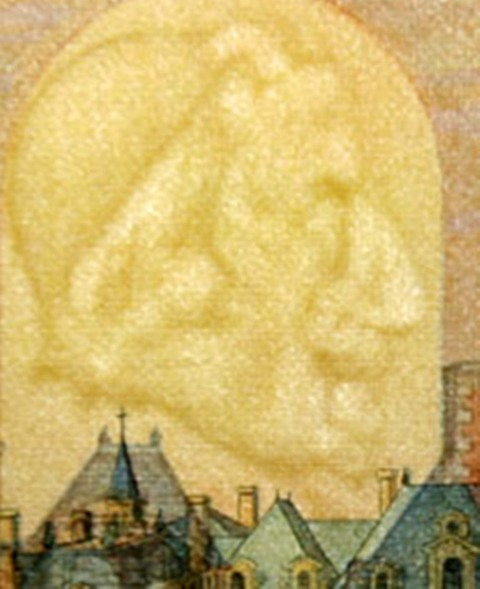
10 új frank vízjele: Richelieu bíboros profilból

A 10 francia frank névértékű bankjegy Richelieu-sorozata Franciaország fizetőeszköze volt 1960 és 1968 között.

## Története

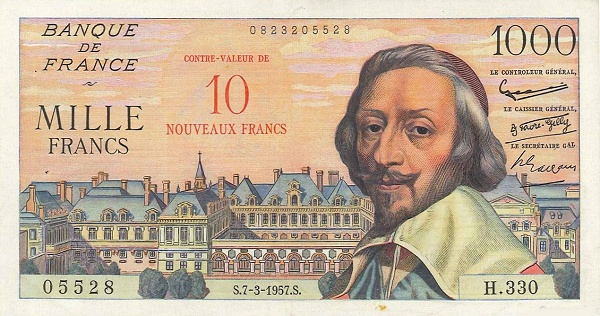
10 új frankra felülnyomott 1000 régi francia frankos bankjegy, Richelieu-típus

Az 1960-as valutareformmal bevezetett új (nouveaux franc) vagy „nehéz frank” (franc lourd) – 1 új frank 100 régivel (anciens francs) volt egyenértékű – első címletsorába tartozott ez a bankjegy. Eredetileg, még a valutareform előtt 1000 frankosként bocsátották ki 1955-től. 1957.07.03. dátumváltozatú, 10 új frankra szóló, az előoldali vízjelmezőn piros felülbélyegzéssel ellátott ("CONTRE-VALEUR DE 10 NOUVEAUX FRANCS") változatai is léteznek.  A korabeli francia frank stílusának megfelelően mindkét oldal más-más háttér előtt ugyan, de Armand Jean du Plessis-t (Párizs, 1585. szeptember 9. – 1642. december 4.), Richelieu és Fronsac bíboros-hercegét, XIII. Lajos király (1610–1643) teljhatalmú főminiszterét, a fejedelmi abszolutizmus kiépítőjét, Franciaország egyik legnagyobbnak tartott államférfiját, a "Vörös eminenciást" (l'Éminence rouge) ábrázolja.
Valós mérete: 150×80 mm, többszínnyomásos (polychrom) eljárással készült, vízjeles (Richelieu bíboros profilból), speciális bankjegypapíron.
A bankjegyet a neves tervező, Clément Serveau (Párizs 1886. június 29. – Párizs 1972. július 8.) alkotta. A nyomólemezeket Jules Piel és  André Marliat (előoldal), illetve Robert Armanelli (hátoldal) készítették. 

## Bevezetése
Ezt a bankjegytípust 1960. január 4. és 1964. január 2. között bocsátották ki,  1968. április 1-ig volt forgalomban, de utána egészen a kétezres évek elejéig a jegybank beváltotta francia frankra, illetve 2002-től euróra.

## Előoldal
Az előoldalon a bíboros a saját rezidenciájaként építtetett párizsi Palais-Cardinal, a későbbi Palais-Royal előterében látható, a portré Philippe de Champaigne (1602–1674) híres festménye alapján készült.

## Hátoldal
A kardinálist a Jacques Lemercier (1585–1654) építész tervezte monumentális richelieu-i (Indre-et-Loire megye) városkapu előterében ábrázolja.

## Feliratok
"Banque de France; Dix Nouveaux Francs; Le Controleur Général; Le Caissier Général; Le Secrétaire Général; L'Article 139 du Code Pénal Punit des Travaux Forcés Ceux qui Auront Contrefait ou Falsifié les Billets de Banques Autorisées par la Loi, Ainsi que Ceux qui Auront Fait Usage de Ces Billets Contrefaits ou Falsifiés."